# Toni Vicens
Antoni Jaume Vicens Morey (Palma de Mallorca, 27 de marzo de 1990) es un baloncestista español que juega en la Asociación Hebraica y Macabi de la Liga Uruguaya de Básquetbol. Con una altura de 2,03 metros, su posición natural en la cancha es la de ala-pívot.

## Biografía
Formado en la cantera del Estudiantes, Toni Vicens fue asiduo en las selecciones españolas de categorías inferiores. Fue uno de los escuderos de Ricky Rubio en el mítico Europeo sub-16 disputado en Linares, en el que el mago de El Masnou lideró a España a una increíble victoria ante Rusia con 51 puntos, 24 rebotes, 12 asistencias, 7 recuperaciones y un triple desde el medio del campo para provocar la prórroga que le llevaría al título continental. Vicens, en aquella final, ayudó al combinado nacional, dirigido por José Ramón Cuspinera, con 6 puntos, siendo integrante del equipo titular, siendo uno de los jóvenes que apuntaba a un gran futuro. 
Siguió evolucionando en la cantera estudiantil, siendo habitual verano tras verano en los distintos combinados españoles sub-17, sub-18 o sub-19. Sin embargo, el pívot balear no terminó de dar el paso esperado y su carrera inició un continuado viaje con paradas en todas las categorías FEB desde EBA (Sabadell o Basquet Pla), LEB Plata (Óbila, Ourense o Palma) y LEB Oro (Palma o Palencia).
En la campaña 2012/13 jugaría en el Óbila Basket, filial de un Baloncesto Fuenlabrada (ACB) con el que recuperó la confianza para poder volver a ser importante en la competición.
Más tarde, jugaría en las filas del Palma Air Europa donde el mallorquín llegó a promediar 8.3 puntos y 4 rebotes por partido.
La temporada 2015-16, la comenzaría en el Quesos Cerrato Palencia, campeón de la Copa Princesa y después de la LEB Oro, teniendo un notable rendimiento exprés en el cuadro palentino con 4,9 puntos y 2,2 rebotes todo en solo 9,7 minutos de promedio. Terminó la temporada en las filas del Viten Getafe, filial del Fuenlabrada de la ACB.
En febrero de 2016, firma por el filial del Baloncesto Fuenlabrada de LEB Plata, en el Viten Getafe promedió 11.5 puntos y 3.6 rebotes por partido en los diez encuentros que disputó.
En 2016, firma por el Palma Air Europa realizando unas grandes temporadas en la Liga LEB, a pesar de su corta edad, figuran ya un total de 8 temporadas en unas Ligas LEB en las que puede presumir de haber cosechado un par de ascensos desde la LEB Plata.
En 2017, decide firmar por el ABC Lions Dornbirn de la Liga de Baloncesto de Austria, con el que firmó unos destacados promedios de 23,3 puntos, 6,1 rebotes y 2 asistencias por encuentro.
En verano de 2018, se compromete con el equipo galo del Coulommiers Brie Basket. Tras dos temporadas en Francia, en 2020 se marcha a Argentina para jugar en la máxima competición de Argentina, en el Club Atlético Argentino (Junín), en donde acaba con unos guarismos de 16,9 puntos y 7,6 rebotes, siendo uno de los más destacados de la competición.
En 2021, firma por el Tigrillos de Antioquia de la Liga Profesional de Baloncesto de Colombia con los cuales promedia 15,8 puntos, 5,1 rebotes y 1.7 asistencias. Siendo subcampeones del torneo
El 12 de septiembre de 2021, firma por los Caribbean Storm Islands de la Liga Profesional de Baloncesto de Colombia. El 6 de enero de 2022, firma por Instituto Atlético Central Córdoba de la Liga Nacional de Básquet. con el que sale campeón de la Liga Nacional de Básquet.  https://www.lavoz.com.ar/deportes/basquet/instituto-campeon-de-la-liga-nacional-epico-triunfo-sobre-quimsa-en-santiago-del-estero/.
A lo largo de su carrera deportiva, cabe destacar que fue campeón de Europa sub-16, campeón de Madrid júnior (MMT Estudiantes) mención honorífica mundial sub-19 Nueva Zelanda (14 p 7 reb ppp). Consiguió varios ascenso de categorías, entre ellos, a Leb Oro con Basquet Mallorca (2010/11), con COB Ourense (2011/12), con Palma Air Europa (2013/14), subcampeón de la liga Colombiana con Tigrillos de Antioquia (2021) y Campeón de la LNB con Instituto de Córdoba (2022).
El 26 de julio de 2022, firma por el Palmer Basket Mallorca de la Liga EBA, con el que logra el ascenso a LEB Plata. En la temporada 2023-24 en LEB Plata, tuvo promedios de 10.2 puntos y 3.6 rebotes por partido. 
El 16 de agosto de 2024, firma por la Asociación Deportiva Atenas de la Liga Nacional de Básquet.
El 8 de enero de 2025, firma por la Asociación Hebraica y Macabi de la Liga Uruguaya de Básquetbol.

## Trayectoria deportiva
- Categorías inferiores del CB Estudiantes (2005-2008)
- CB Estudiantes B.  España(2007-2008). Liga EBA
- UB Sabadell.  España(2008-2009). Liga EBA
- Ciudad de Vigo.  España (2009-2010). LEB Oro
- Mallorca Bàsquet.  España(2010-2011). LEB Plata
- Club Ourense Baloncesto. España (2011-2012). LEB Plata
- Club de Bàsquet Pla.  España (2012-2013) Liga EBA
- Óbila Club de Basket.  España (2013). LEB Plata
- Palma Air Europa  España (2013-2015). LEB Plata y LEB Oro
- Quesos Cerrato Palencia  España (2015-2016). LEB Oro
- CB Getafe  España (2016). LEB Plata
- Palma Air Europa  España (2016-2017). LEB Oro
- ABC Lions Dornbirn  Austria (2017-2018)
- Coulommiers Brie Basket  Francia (2018-2019)
- UMF Skallagrimur Borganes  Islandia (2019)
- CB Calviá  España (2019-20). Liga EBA
- CB Cornellá  España (2020). LEB Plata
- Club Atlético Argentino (Junín)  Argentina (2020-21)
- Tigrillos de Medellín  Colombia (2021)
- Caribbean Storm Islands  Colombia (2021)
- Instituto Atlético Central Córdoba  Argentina (2022)
- Palmer Basket Mallorca  España (2022-2024)
- Guerreros de Santo Domingo  Ecuador (2024)
- Asociación Deportiva Atenas  Argentina (2024)
- Asociación Hebraica y Macabi  Uruguay (2025-)